# Domenico Desirò
Domenico Desirò o Francesco (1791? - Trieste, abril de 1886) fou un compositor italià.
Des del 1820 i durant més de seixanta anys, havia exercit com a mestre de cor al Teatro Communale, el més important de Trieste. Havia succeït en aquest treball al seu pare, i va ser al mateix temps organista en diverses esglésies i professor en diverses institucions. Va morir a Trieste a l'edat de 95 anys.
Va escriure una Messa da Requiem en mi bemoll major al voltant del 1800.